# エグゼモード
エグゼモード株式会社（英: EXEMODE, INC）は、かつて存在したデジタル家電、光学機器メーカーである。

## 概要
元々はKFE JAPAN株式会社のデジタル家電、光学機器商品のブランド名として使われていたが、2007年5月にデジタルアプライアンス事業部となり分社化への準備を行い、同年10月1日付けで分社・独立した。
2008年9月、日本国内でのヤシカブランドの使用権を、香港企業のJNCデイタム・テック・インターナショナル社より取得。
2009年3月下旬をめどに、フリービット株式会社がKFE JAPANの保有するエグゼモード株式の一部譲渡を受けて資本・業務提携を行うこと、ならびにフリービットより取締役がエグゼモードへ派遣される計画があることが報道された。また将来フリービットの連結子会社化の可能性も報道された。
2009年9月、フリービット株式会社がエグゼモードの全株式をKFE JAPAN株式会社から取得し、9月30日付でフリービットの完全子会社となる。
2011年4月、営業本部長だった小沼卓見が代表取締役に交代就任すると同時に、6月までにエグゼモード単体による製品開発と販売事業から撤退し、中国ブランド「aigo」との協業にシフトすると発表。これに伴いヤシカ、アグファ・フォトの販売も終了。
2012年8月1日、同じくフリービットの完全子会社である株式会社ドリーム・トレイン・インターネットに吸収合併され解散。現在は、同社のエグゼモード事業部となっている。

## 製品
過去の取り扱い商品
以下の製品を「エグゼモード(EXEMODE)」、「ヤシカ(Yashica/YASHICA)」、「アグファ・フォト(Agfa Photo)」、「アイゴ(aigo)」の4商標で展開していたが2011年6月で「アイゴ(aigo)」を残し撤退（その後アグファ・フォトはジェネラル・イメージング・ジャパンにブランドを譲渡している）。2011年7月以降は、「アイゴ(aigo)」との協業商品のみ展開していた。

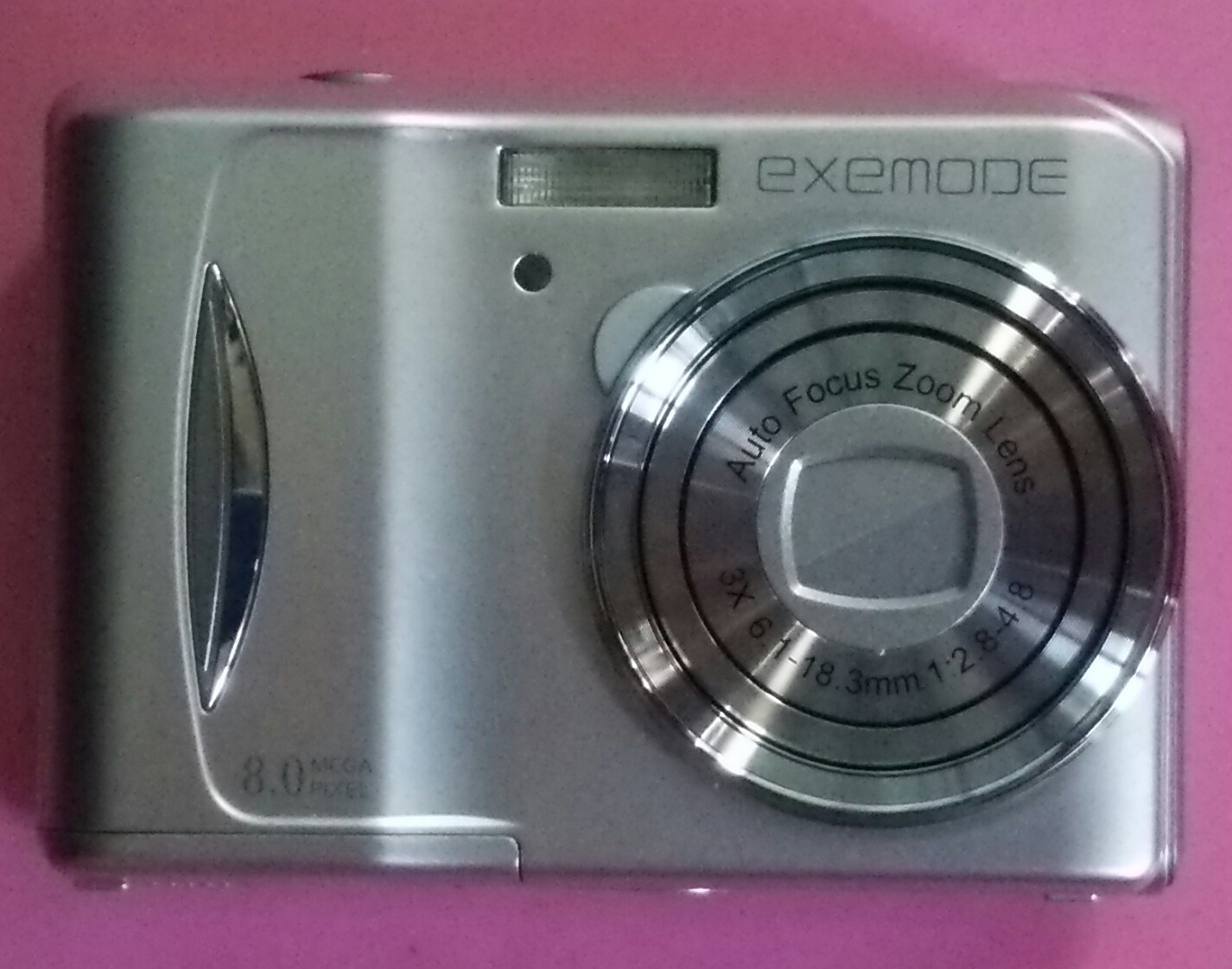
エグゼモードのコンデジ

- デジタルカメラ（エグゼモード、ヤシカ、アグフア・フォト、アイゴ）
- デジタルビデオカメラ（エグゼモード、ヤシカ、アグフア・フォト、アイゴ）
- 銀塩カメラ（ヤシカ）
- 携帯型DVDプレーヤー・レコーダー（エグゼモード）
- ワンセグ携帯テレビ（エグゼモード）
- デジタルフォトスタンド（エグゼモード、ヤシカ）
- 家庭テレビ用ブースター（エグゼモード）
- レコードプレーヤー付きSDオーディオミニコンポ（エグゼモード）
- プロジェクター（アイゴ）
- ストレージ（小型のハードディスクドライブ）（アイゴ）
- ボイスレコーダー（アイゴ） 等